# Portico Quartet
Portico Quartet est un groupe de jazz britannique, basé à Londres.
Après avoir passé deux ans à donner des concerts dans de petites salles et à faire la manche devant le Royal National Theatre, ils ont signé auprès du label Babel Label en 2007. Leur premier album, Knee-deep in the North Sea, est sorti le 5 novembre 2007. Ils sont actuellement sous contrat chez Real World Records. Leur nom vient d’un de leurs concerts en Italie, dont la scène a été inondée par une pluie diluvienne, concert qu’ils ont terminé sous un portique.
Leur troisième album, "Portico Quartet", est sorti le 30 janvier 2012.
Le quatrième album intitulé Art in the Age of Automation est sorti le 25 août 2017.

## Membres
- Jack Wyllie (saxophones soprano et ténor)
- Duncan Bellamy (batterie)
- Milo Fitzpatrick (contrebasse)
- Nick Mulvey (hang), jusqu’en 2014.
- Keir Vine (hang et percussions),  à partir de 2014.

## Albums (fiches techniques)

### Knee-deep In The North Sea(2008)
Leur premier album a été nommé au Mercury Music Prize en 2008. Une semaine après la cérémonie. Ils se retrouvèrent en 186e position du Top 200 du Hit-Parade britannique des albums. Il a été voté le meilleur album de jazz du magazine Time Out. Il a été réédité par le 31 janvier 2011 par Real World Records. Le disque a été remixé par John Leckie et fut pour la première fois vendu en version vinyle et en version édition deluxe avec trois pistes live en bonus sur CD.
Enregistrement et mixage aux studios Livingstone à Londres du 7 au 9 février, et du 6 au 8 août 2007.

### Isla(2009)
Le second album du groupe est sorti sous le label Real World Records le 9 octobre 2009. Enregistré aux Abbey Road Studios et aux Fish Factory Studios, mai 2009.

### Portico Quartet(2012)
Leur troisième album est sorti le 30 janvier 2012 sous le label de Real World Records le 30 janvier 2012. Enregistré au Fish Factory Studios, August 2011. Toutes les pistes ont été composées, arrangées et jouées par Portico Quartet, excepté Steepless écrit avec Cornelia Dahlgren.